# Loxoconcha ochlockoneensis
Loxoconcha ochlockoneensis är en kräftdjursart som beskrevs av H.S. Puri 1960. Loxoconcha ochlockoneensis ingår i släktet Loxoconcha och familjen Loxoconchidae. Inga underarter finns listade i Catalogue of Life.